# Ryszard Buchowiecki
Ryszard Michał Buchowiecki (ur. 6 lutego 1938 w Radomiu) – polski działacz partyjny i państwowy, inżynier, menedżer, doktor nauk technicznych, podsekretarz stanu w Ministerstwie Górnictwa i Energetyki (1981–1986).

## Życiorys
Syn leśnika i urzędniczki pocztowej, jego ojciec podczas wojny przebywał w obozie jenieckim. W młodości członek Związku Młodzieży Polskiej, podczas studiów wstąpił do Zrzeszenia Studentów Polskich i Związku Młodzieży Socjalistycznej (był m.in. sekretarzem komitetu uczelnianego na PCz), zostal też kierownikiem częstochowskiego oddziału czasopisma studenckiego „Politechnika”. W 1956 rozpoczął studia z inżynierii metalurgii na Akademii Górniczo-Hutniczej w Krakowie, po dwóch latach przeniósł się na Wydział Metalurgiczny Politechniki Częstochowskiej. W 1962 obronił pracę dyplomową napisaną pod kierunkiem Władysława Kuczewskiego, a w 1973 doktoryzował się.
Od 1962 do 1966 asystent na macierzystej uczelni (początkowo w Katedrze Metalurgii, potem w Katedrze Termodynamiki), później od 1968 do 1979 wykładał na Politechnice Świętokrzyskiej. Krótko nauczał fizyki w liceum medycznym w Częstochowie. Od 1966 pracował jako kierownik laboratorium w Radomskich Zakładach Materiałów Ogniotrwałych, następnie od 1967 do 1979 jako główny inżynier ds. materiałowych w Zakładach Energetycznych Okręgu Wschodniego w Radomiu. Autor ponad 50 prac naukowych.
Na przełomie lat 50. i 60. wstąpił do Polskiej Zjednoczonej Partii Robotniczej. W 1979 został wicedyrektorem departamentu w Ministerstwie Górnictwa i Energetyki, następnie od sierpnia 1981 do września 1986 był podsekretarzem stanu w tym resorcie. W latach 1987–1991 szefował wydziałowi energetyki i energii atomowej w centrali Rady Wzajemnej Pomocy Gospodarczej. W latach 90. podjął pracę jako prezes spółek, m.in. Elektrim Eurogaz i Progas Eurogaz, od 2004 do 2016 był zaś głównym specjalistą ds. energii odnawialnej w przedsiębiorstwie gazowniczym.
W 1963 zawarł związek małżeński z Sylwią, z którą doczekał się dwóch córek.

## Odznaczenia
Odznaczony m.in. Krzyżem Kawalerskim Orderu Odrodzenia Polski, Brązowym i Srebrnym Krzyżem Zasługi oraz Medalem „Za Zasługi dla Politechniki Częstochowskiej”.